# Гюнтер Гесслер
Гюнтер Гесслер (нім. Günter Hessler; 14 червня 1909, Берфельде — 4 квітня 1968, Бохум) — німецький офіцер-підводник, фрегаттен-капітан крігсмаріне. Кавалер Лицарського хреста Залізного хреста.

## Біографія
1 жовтня 1927 року вступив на флот кадетом. Служив на торпедних катерах, лінійному кораблі «Сілезія». У квітні 1940 року переведений в підводний флот. 8 жовтня 1940 року призначений командиром підводного човна U-107 (тип IX-B), на якому зробив 3 походи (провівши в морі в цілому 200 днів). Спочатку передбачалося, що цей човен буде навчальним, але Гесслеру вдалося домогтися дозволу на вихід в похід, під час якого він потопив 4 кораблі загальною водотоннажністю 18 514 брт. Широку популярність Гесслер отримав після свого 2-го походу (29 березня — 2 липня 1941), коли, діючи в районі Канарських островів, він потопив 14 суден (86 699 брт), найбільшим було британське торговельне судно «Келчес» (10 305 брт). 1 червня 1941 року потопив мисливця за підводними човнами «Альфреда Джонса» (5 103 брт). У 3-му поході записав на свій рахунок ще 3 судна (13 641 брт). 1 грудня 1941 року залишив командування і був переведений в штаб командувача підводним флотом, де зайняв пост 1-го офіцера Адмірал-штабу. Всього за час військових дій потопив 21 судно загальною водотоннажністю 118 822 брт. 8 травня 1945 року взятий в полон союзниками. В жовтні 1945 року виступав свідком на Нюрнберзькому процесі. 15 жовтня звільнений.

## Сім'я
В листопаді 1937 року одружився з Урсулою Деніц (1917—1990), дочкою Карла Деніца. В пари народились 3 дітей.

## Звання
- Кандидат в офіцери (5 квітня 1927)
- Кадет (1 жовтня 1927)
- Фенріх-цур-зее (1 квітня 1929)
- Обер-фенріх-цур-зее (1 червня 1931)
- Лейтенант-цур-зее (1 жовтня 1931)
- Оберлейтенант-цур-зее (1 липня 1933)
- Капітан-лейтенант (1 жовтня 1936)
- Корветтен-капітан (1 вересня 1941)
- Фрегаттен-капітан (1 грудня 1944)

## Нагороди
- Медаль «За вислугу років у Вермахті» 4-го і 3-го класу (12 років)
- Залізний хрест
  - 2-го класу (18 листопада 1939)
  - 1-го класу (1 березня 1941)
- Двічі відзначений у Вермахтберіхт (1 травня і 8 червня 1941)
- Лицарський хрест Залізного хреста (24 червня 1941)
- Нагрудний знак підводника (3 липня 1941)
- Німецький хрест в золоті (9 листопада 1944)